# Upper Nyack
Upper Nyack – wieś w Stanach Zjednoczonych, w stanie Nowy Jork, w hrabstwie Rockland.